# مارگارت مارکوارت
مارگارت مارکوارت (استونیایی: Margaret Markvardt؛ زادهٔ ۱ آوریل ۲۰۰۰) شناگر اهل استونی است. وی در بازی‌های اروپایی ۲۰۱۵ شرکت کرده است.